# Giuseppe Imer
Giuseppe Imer (Genova, 1700 – Venezia, 1758) è stato un attore teatrale italiano.

## Biografia
Dapprima attore nel ruolo di primo amoroso, divenne presto capocomico del teatro veneziano di San Samuele. Conobbe a Verona Carlo Goldoni, il quale si occupò di scrivere per lui diverse opere teatrali (tragicommedie, intermezzi, melodrammi) tra il 1734 ed il 1743. Ebbe il grande merito di introdurre negli spettacoli gli intermezzi musicali.